# Epidesma
Epidesma este un gen de insecte lepidoptere din familia Arctiidae.

## Specii[1]
- Epidesma aelia
- Epidesma albicincta
- Epidesma alboreducta
- Epidesma aurimacola
- Epidesma capysca
- Epidesma capyscoides
- Epidesma crameri
- Epidesma demonis
- Epidesma dodaba
- Epidesma dominicensis
- Epidesma endodasia
- Epidesma erynnis
- Epidesma flavipuncta
- Epidesma flavomaculata
- Epidesma frances
- Epidesma gnoma
- Epidesma gnomoides
- Epidesma grisescens
- Epidesma hampsoni
- Epidesma hoffmannsi
- Epidesma hypoleuca
- Epidesma imitata
- Epidesma inornata
- Epidesma josioides
- Epidesma klagesi
- Epidesma lamia
- Epidesma lenaeus
- Epidesma littoralis
- Epidesma melanitis
- Epidesma melanoneura
- Epidesma melanota
- Epidesma metapolia
- Epidesma moloneyi
- Epidesma nereus
- Epidesma obliqua
- Epidesma obsoleta
- Epidesma oceola
- Epidesma ockendeni
- Epidesma parva
- Epidesma perplexa
- Epidesma phlebitis
- Epidesma pseudothetis
- Epidesma redunda
- Epidesma rhypoperas
- Epidesma rotundipennis
- Epidesma satania
- Epidesma scintillans
- Epidesma similis
- Epidesma sixola
- Epidesma sordida
- Epidesma thetis
- Epidesma thoos
- Epidesma trita
- Epidesma ursula
- Epidesma venata
- Epidesma vinasia